# Karl Hauger
Karl Hauger (geboren 20. November 1906 in Neustadt im Schwarzwald; gestorben 1. August 1985 in Überlingen) war ein deutscher Forstrat und NS-Funktionär.

## Leben
Karl Hauger war ein Sohn eines Tierarztes, der Bezirkstierarzt in Tauberbischofsheim wurde, wohin die Familie zog und wo er das Gymnasium besuchte. Mit 16 Jahren soll er dem Freikorps Damm angehört haben. Hauger studierte Forstwirtschaft in Freiburg im Breisgau und in Wien. Den Vorbereitungsdienst, der ihn an verschiedene Stationen führte, schloss er 1932 ab. Während seiner Dienstzeit in Zell am Harmersbach wurde er Mitglied im Stahlhelm, 1930 in Überlingen wurde er Mitglied der SA und zum 1. März 1931 trat er der NSDAP bei (Mitgliedsnummer 528.512). In seiner Assessorenzeit, die er ebenfalls an mehreren Stationen absolvierte, trat er im Juli 1933 der SS bei (SS-Nummer 112.464), für die er als SS-Scharführer von 1935 bis 1937 nebenberuflich die Außenstelle des Sicherheitsdienstes des Reichsführers SS (SD) in Villingen führte. Seine Bewerbung für eine hauptberufliche Laufbahn im SD wurde 1936 abschlägig beschieden. 
Hauger heiratete 1936 Anni Strobel (geboren 1912), sie hatten zwei Kinder. Er wurde 1937 zum Forstrat ernannt und wurde 1939 Beamter auf Lebenszeit. Er leitete nun das Forstamt II in Wolfach, wo er auch die Wolfacher Nebenstelle des SD im Range eines SS-Hauptsturmführers leitete. Hauger war kriegsdienstuntauglich. 1941 wurde er Ortsgruppenleiter der NSDAP, er war Gauredner der NSDAP, Schulungsleiter bei der Ordnungspolizei im Kreis Wolfach und ehrenamtlicher Richter der Deutschen Arbeitsfront (DAF). Hauger trug als Auszeichnungen den SS-Ehrendegen und den SS-Totenkopfring. 
Mitte 1944 führte er beim KdS Elsass im besetzten Frankreich eine Einheit des Sicherheitsdienstes, genauere Angaben wurden bei dem deutschen Nachkriegsprozess nicht ermittelt, und leitete danach als Dienstverweser das elsässische Forstamt in Markirch. Er sollte dann noch das Forstamt in Rappoltsweiler leiten, setzte sich aber eigenmächtig im November 1944 nach Wolfach ab, wonach ein Gaugerichtsverfahren gegen ihn eingeleitet wurde. Hauger wurde in den Volkssturm eingezogen. Am 29. März 1945 ergriff er einen fahnenflüchtigen Wehrmachtssoldaten und dessen 17-jährigen Begleiter Anton Reinhardt, der als Sinto im Nationalsozialismus als wehrunwürdig galt. Der Soldat wurde an die Feldgendarmerie übergeben, der 17-Jährige von einem von Hauger inszenierten Gericht verurteilt und von ihm selbst erschossen, Helfer war der kriegsbeschädigte Wehrmachtshauptmann Franz Hindenburg Wipfler (1915–). Bei weiteren Gewalttaten Anfang April 1945, bei denen vier Franzosen sowie 14 Insassen des Wolfacher Gefängnisses erschossen wurden, war Hauger mittelbar beteiligt, eine unmittelbare Beteiligung blieb unklar. 
Haugers Frau floh mit den Kindern nach Überlingen, und Hauger tauchte für lange Zeit unter. Ein französisches Kriegsgericht verurteilte ihn 1946 in Abwesenheit zum Tode, und er ging als Bauleiter nach Norddeutschland. Da er gut verdiente, konnte er die folgenden Jahre seine Familie finanziell unterstützen. Hauger galt nun als verschollen, seine Frau musste sein Spruchkammerverfahren betreiben, um an eine Sozialhilfe zu kommen, er wurde aber als Schuldiger eingestuft. 
Hauger stellte sich am 4. Januar 1957, nachdem er sich mit dem Freiburger Rechtsanwalt Friedrich Grimm beraten hatte, den deutschen Behörden und kam in Untersuchungshaft. Da die von den Franzosen behandelten Straftaten bereits abgeurteilt waren, kamen diese bei der deutschen Strafverfolgung nicht mehr in Betracht, eine Auslieferung nach Frankreich war nach der deutschen Rechtslage nicht möglich. Das Landgericht Offenburg erkannte im November 1959 wegen der Tötung des 17-Jährigen auf Totschlag und verurteilte Hauger zu 7½ Jahren Zuchthaus, Wipfler zu 4 Jahren. Der BGH hob das Urteil auf, weil das LG den Tatbestand des Mordes aus niedrigen Gründen nicht ausreichend geprüft hatte. Im Juli 1961 wurde Hauger erneut wegen Totschlags, diesmal vom Landgericht Karlsruhe, zu 7 Jahren Zuchthaus verurteilt und kam gemäß der Halbstrafenpraxis nach zwei weiteren Monaten auf Bewährung frei.
1999 drehte Karl Fruchtmann den Spielfilm Ein einzelner Mord. Christian Doermer übernahm darin die Rolle des Karl Hauger.